# Gloria Grahame
Gloria Grahame (28. studenog 1923. – 5. listopada 1981.), američka filmska, kazališna i televizijska glumica, dobitnica Oscara za najbolju sporednu glumicu (1952. godine). 

## Životopis
Rođena je kao Gloria Hallward u Los Angelesu. Otac, Reginald Michael Bloxam Hallward, bio je poznati arhitekt, a majka, Jean Grahame, britanska kazališna glumica i učiteljica glume. Utjecajni roditelji olakšali su Glorijin proboj do Broadwayja, gdje ju je zamijetio Louis B. Mayer iz studija Metro-Goldwyn-Mayer i ponudio joj ugovor. Promijenila je prezime u Grahame i debitirala na velikom ekranu 1944. godine, ulogom u filmu Blonde Fever. Dvije godine kasnije, igrala je zapaženu ulogu u Divnom životu. Studio RKO je 1947. otkupio njen ugovor, a iste godine stigla je i nominacija za Oscara za najbolju sporednu glumicu u filmu Unakrsna vatra.
Često je glumila ulogu "fatalne žene" u film noirima. Druga nominacija joj je donijela Oscara za najbolju sporednu glumicu, za zapaženu ulogu južnjačke ljepotice Rosemary u filmu  Grad iluzija (The Bad and the Beautiful, 1952.) Iste godine igrala je i u filmu Sudden Fear, uz Joan Crawford, a godinu kasnije nastupila je u glavnoj ulozi u film noiru The Big Heat, uz Glenna Forda i Leeja Marvina.
Nakon mjuzikla Oklahoma! iz 1955. godine, Gloria Grahame nije ostvarila značajniju filmsku ulogu. Do kraja života nastupala je uglavnom u kazalištu, uz povremene filmske i televizijske izlete. Tome je pridonijela njena reputacija problematične glumice na snimanjima, kao i njen buran privatni život - bila je udata, između ostalih, za redatelja Nicholasa Rayja i za njegovog sina Tonyja Rayja, te je s obojicom imala djecu.
Umrla je u New Yorku, 5. listopada 1981. godine, od raka dojke.

## Vanjske poveznice
- Gloria Grahame u internetskoj bazi filmova IMDb-u (engl.)